# 水底隧道

水底隧道

水底隧道是一種建於水底的隧道，而由於使用透明物料建造隧道組件有太多技術問題有待解決，所以現時未有採用透明物料建造海底隧道供車輛通行的案例。暫時大多數用不透明的物料，不過有些地方如水族館採用透明物料建造水底行人隧道作觀賞館內的生物。

## 與海底隧道的分別
類似於海底隧道，差別在於海底隧道會有海床（泥土）覆蓋，而水底隧道則沒有。

## 建造方法
一般會使用沉管式隧道的建造方法，但是海底隧道建造方式不同的是，而建造水底隧道無需修復海床。

## 不透明水底隧道

### 優點
- 強度足夠
- 不會浮起或移位，不需要在海底做錨點固定

### 缺點
- 無法觀賞管外的海底環境
- 遇沈船或船錨衝擊會有危險

## 透明水底隧道

### 優點
- 可觀賞管外的海底環境

### 缺點及技術問題
- 成本巨大
- 管的強度需足夠，需框架支持透明物料
- 透明物料可以是厚實的強化玻璃
- 為避免阻擋視線，管內很多設備如消防、通風、照明需放在管道底部
- 由於浮力的問題，水流問題，管道以上又不可以放石加壓，本身重量必須足夠，否則會浮起或移位，可能需要在海底做錨點固定
- 管道上方沒有任何物料保護，如遇沈船或船錨衝擊會有危險
- 為能達至可視效果，透明物料外層不能生長著青苔，需經常派潛水員作表面清潔；此外管內情況一樣（水族館面對以上難題機會較小，故可以建造）

## 例子

### 計劃採用水底隧道
中國大陸
- 廣深港高鐵廣州段—獅子洋隧道[1]

香港
- 海洋公園（重建後的「冰極天地」內）[2]

關島
- 關島水下世界

### 已經完成的例子
- 1985年1月，奧克蘭凱利塔頓水底世界（Kelly Tarlton's Underwater World）建造了全球首條透明水底隧道。隧道壁以壓克力建造，長達110米，建造歷時10個月，花費達3百萬紐西蘭元。
- 現時全球最長的水底隧道則位於中國大陸上海海洋水族館，長達155米。